# يلينا بارانوفا
يلينا بارانوفا (الروسية: Баранова, Елена Викторовна) مواليد 28 يناير 1972، هي لاعبة كرة سلة روسية سابقة بدأت مسيرتها الاحترافية في سنة 1997.. يبلغ طولها 6 قدم 5 بوصة (2.0 م). مثلت منتخب بلادها. شاركت في دورة الألعاب الأولمبية الصيفية سنة 1992. اعتزلت اللعب في 2005.

## سجل المنافسة
شاركت في المنافسات التالية:
- الألعاب الأولمبية الصيفية 1992
- الألعاب الأولمبية الصيفية 1996
- الألعاب الأولمبية الصيفية 2004

## الميداليات
| الميدالية | المسابقة                                    |
| --------- | ------------------------------------------- |
| ذهبية     | الألعاب الأولمبية الصيفية 1992              |
| برونزية   | كرة السلة في الألعاب الأولمبية الصيفية 2004 |
| فضية      | كأس العالم لكرة السلة للسيدات 1998          |
| فضية      | كأس العالم لكرة السلة للسيدات 2002          |

## روابط خارجية
- يلينا بارانوفا على موقع الاتحاد الدولي لكرة السلة (الإنجليزية)
- يلينا بارانوفا على موقع الاتحاد الوطني لكرة السلة النسائية (الإنجليزية)
- يلينا بارانوفا على موقع كرة السلة الأوروبية.كوم (الإنجليزية)
- يلينا بارانوفا على موقع بروبوليرز (الإنجليزية)
- يلينا بارانوفا على موقع سبورتس رفرنس (الإنجليزية)
- يلينا بارانوفا على موقع سبورتس رفرنس (الإنجليزية)
- يلينا بارانوفا على موقع اللجنة الأولمبية الدولية (الإنجليزية)
- يلينا بارانوفا على موقع أوليمبيديا (الإنجليزية)